# Sénat de Pennsylvanie
Capitole de l'État de Pennsylvanie, Harrisburg
Le Sénat de Pennsylvanie est la chambre haute de l'Assemblée générale, législature bicamérale de l'État américain de Pennsylvanie.

## Composition
Le Sénat est composé de 50 sénateurs, un par district, élus pour un mandat de quatre ans. Le Sénat est renouvelé par moitié tous les deux ans, les élections se déroulant chaque année paire en novembre. En 2002, chaque district sénatorial comportait en moyenne 245 621 habitants.
| Date         | Parti      | Parti        | Total |
| Date         | Démocrates | Républicains | Total |
| ------------ | ---------- | ------------ | ----- |
| Date         |            |              | Total |
| 2 avril 2019 | 22         | 26           | 50    |

## Président du Sénat
Le Président pro tempore actuel du Sénat de Pennsylvanie est le républicain Joe Scarnati (sénateur du 25e district).
Le Président pro tempore du Sénat ne peut pas prendre part aux votes, sauf en cas d'égalité entre les votants.

## Lieu de réunion
Comme la Chambre des représentants, le Sénat se réunit dans le bâtiment du Capitole de l'État de Pennsylvanie à Harrisburg.

## Source
- (en) Cet article est partiellement ou en totalité issu de l’article de Wikipédia en anglais intitulé « Pennsylvania State Senate » (voir la liste des auteurs).